# Cuarta Internacional Lambertista
La Cuarta Internacional Lambertista es identificada por su revista teórica La Vérité (fundada por Trotsky en 1929), y tiene sus raíces en la exclusión de la mayor parte del Parti Communiste Internationaliste, dirigida por Marcel Bleibtreu, Michel Lequenne y Pierre Lambert, de la Cuarta Internacional, en junio de 1952. Los militantes excluidos estaban en contra la política de entrismo dentro de los partidos estalinistas, según la línea política sostenida por Michel Pablo.

## Historia

### Ruptura con el pablismo
En junio de 1952, Michel Pablo ordenó la exclusión de la mayor parte del Parti Communiste Internationaliste, dirigida por Marcel Bleibtreu, Michel Lequenne y Pierre Lambert, de la Cuarta Internacional. Los militantes excluidos estaban en contra de la política de entrismo dentro de los partidos estalinistas, según la línea política sostenida por Michel Pablo. Este hecho fue el precursor de la Escisión de la Cuarta Internacional en 1953.
A finales de 1953, la mayoría del PCI estaba entre las organizaciones que apoyaron la Carta Abierta publicada, el 16 de noviembre de 1953, por el Socialist Workers Party y la fundación del Comité Internacional de la Cuarta Internacional (CI-CI).
En septiembre de 1965, Stéphane Just, entonces miembro del buró político de PCI publicó Défense du Trotskysme, en un número especial de La Vérité, y en el que luchó contra lo que llamó "el revisionismo liquidador" de la Cuarta Internacional, y defendió la necesidad de una reconstrucción de esta misma internacional, cargos que eran también los de la Organisation Communiste Internationaliste (OCI), creada oficialmente en el mismo año 1965, ya cuya dirección pertenecía Stéphane Just. En 1971, se publicó la continuación: Révisionnisme liquidateur contre trotskysme - Défense du trotskysme 2.
Del 4 al 8 de abril de 1966, delegados del PCI participaron, en Londres, de la 3.ª Conferencia del Comité Internacional de la Cuarta Internacional (CI-CI). El objetivo entonces fijado era convocar una conferencia internacional destinada a “reunir a todas las organizaciones trotskistas que luchan por la Cuarta Internacional”.

### Comité Organizador por la Reconstrucción de la Cuarta Internacional
En 1971, la OCI rompió con el Comité Internacional de la Cuarta Internacional (CI-CI).
En julio de 1972, la OCI encabezó la fundación del "Comité d’Organisation Pour la Reconstruction de la Quatrième Internationale" (CORQUI - Comité Organizador por la Reconstrucción de la Cuarta Internacional - CORCI). En este contexto, Stéphane Just realizó numerosos viajes al extranjero: a América Latina (Chile, Argentina, Brasil, Perú, Colombia y México), a los Estados Unidos (Nueva York) y Europa (Londres, península ibérica).
También se unen al Comité Organizador por la Reconstrucción de la Cuarta Internacional (CORCI): una organización trotskista argentina dirigida por Jorge Altamira, llamada: Política Obrera (PO); el Partido Obrero Revolucionario de Bolivia (POR), dirigido por Guillermo Lora y el Partido Obrero Marxista Revolucionario (POMR) de Perú, dirigido por Ricardo Napurí.
En mayo de 1973, el CORCI solicitó sin éxito participar en las discusiones para el Congreso de 1974 del Secretariado Unificado de la IV Internacional, pero el Secretariado Unificado no tomó la carta al pie de la letra y pidió una aclaración.
En septiembre de 1973, el CORCI respondió positivamente y el Secretariado Unificado acordó una respuesta positiva. Sin embargo, en la prisa de los preparativos para el Congreso de 1974, la carta del Secretariado Unificado no fue enviada, lo que llevó al grupo de Lambert a repetir su solicitud en septiembre de 1974 a través de un acercamiento al SWP de EE. UU.. Al mes siguiente, el Secretariado Unificado organizó una reunión con el CORCI.
Sin embargo, las discusiones se desaceleró después que la Organisation Communiste Internationaliste criticó a Ernest Mandel, que luego reconoció como un error. En 1976, nuevos esfuerzos del CORCI tuvieron éxito, cuando escribió con el objetivo de "fortalecer la fuerza de la Cuarta Internacional como una sola organización internacional".
Entretanto, estas discusiones se desaceleraron nuevamente en 1977, después de que los líderes de la Organisation Communiste Internationaliste declararon que tenía miembros dentro de la Ligue Communiste Révolutionnaire, la sección francesa del Secretariado Unificado.
Entre el 26 y el 30 de diciembre de 1976, tuvo lugar la 7.ª sesión del Bureau Internacional del CORCI.
Entre el 8 y el 14 de enero de 1979, tuvo lugar la 8.ª sesión del Bureau Internacional del CORCI, que excluyó a la organización argentina denominada: "Política Obrera", dirigida por Jorge Altamira.
En diciembre de 1979 se publicaron las resoluciones de la 9.ª sesión del Bureau Internacional del CORCI

### Centre International de Reconstruction de la Quatrième Internationale
En 1980, se produjo una fusión entre el CORCI y dos corrientes que acababan de ser excluidas del Secretariado Unificado de la Cuarta Internacional:
1. la "Fracción Bolchevique" (FB), dirigida por Nahuel Moreno (dirigente argentino);[18] y
2. la “Tendencia Leninista Trotskista” (TLT), liderada por: Dominique Losay, Daniel Gluckstein, Christian Leucate y François Cortes, que representaba alrededor de un tercio de los militantes de la Ligue Communiste Révolutionnaire (Francia).[17][19][20][21]

Esta fusión dio lugar a la creación de la de la Cuarta Internacional (Comité Internacional) (CI (CI) (1980)). Entretanto, en 1981, Moreno y parte de la Fracción Bolchevique romperán con Lambert tras la decisión de la OCI de llamar a votar a François Mitterrand, en la primera vuelta de las Elecciones presidenciales de Francia. Después de eso, la CI (CI) (1980) pasó a llamarse Centre International de Reconstruction de la Quatrième Internationale (CIR-QI) y hace de La Vérité su órgano teórico.
En diciembre de 1979, el CORCI, la FB y la TLT formaron un "Comité Paritario", que funcionó hasta la Conferencia Mundial Abierta de la CI (CI) (1980), de diciembre de 1980, en la que se eligió al Consejo General que designó al Comité Ejecutivo y al Secretariado de la CI (CI) (1980), disolviéndose las fracciones.
A fines de mayo de 1981, Nahuel Moreno presentó un informe de la CI (CI) (1980), titulado: "Aparece una nueva dirección".
El 13 de octubre de 1981, Nahuel Moreno envió una carta al Comité Central del Partido Obrero Socialista Internacionalista (España) en la que criticaba duramente a la Organisation Communiste Internationaliste (OCI) por su capitulación al gobierno de Mitterrand.
En junio de 1985, se realizó una conferencia con las secciones latinoamericanas del Centro Internacional de Reconstrucción de la Cuarta Internacional.
Entre el 25 y el 31 de enero de 1988 se llevó a cabo la Conferencia Mundial de las secciones del CIR-QI, con representantes de 30 países.
El 19 de junio de 1993, la Conferencia de Secciones del CIR-FI, con representantes de 63 países, volvió a proclamar la Cuarta Internacional.
Entre el 25 y el 27 de octubre de 1996 se realizó una nueva conferencia mundial de la Cuarta Internacional Lambertista.
Entre el 27 de marzo y el 2 de abril de 1999, se llevó a cabo el Cuarto Congreso Mundial de la Cuarta Internacional Lambertista.
Del 27 de noviembre al 1 de diciembre de 2006, se llevó a cabo el VI Congreso Mundial de la IV Internacional Lambertista, que reunió a delegados e invitados de 42 países.
Entre el 27 y 29 de abril de 2013, se llevó a cabo el VIII Congreso Mundial de la Cuarta Internacional Lambertista, que reunió a delegados de 50 países.
Entre el 8 y el 10 de febrero de 2016, se llevó a cabo el IX Congreso Mundial de la Cuarta Internacional Lambertista.